# Glina (Ilfov megye)
Glina község és falu Ilfov megyében, Munténiában, Romániában. A hozzá tartozó települések: Cățelu valamint Manolache.

## Fekvése
A megye délkeleti részén található,  a megyeszékhelytől, Bukaresttől, tizennégy kilométerre délkeletre, a Dâmbovița folyó partján.

## Története
A 19. század végén a község mai területén Bobești-Bălăceanca (Glina-Gherman, Glina-Macri és Manolache falvakkal) valamint Dudești-Cioplea községek (Cățelu faluval) osztoztak.
A két világháború között kialakult Glina települése, Glina-Gherman és Glina-Macri falvak egyesüléséből.
1950-ben közigazgatási átszervezés alapján, a Tudor Vladimirescu (Manolache és Cățelu falvak) illetve a Nicolae Bălcescu (Glina falva) rajonokhoz kerültek a települések, a Bukaresti régión belül.
1968-ban ismét megyerendszert vezettek be az országban, ekkor jött létre Glina község a mai formájában, mely az újból létrehozott Ilfov megye része lett. 1981-től az Ilfovi Mezőgazdasági Szektor része lett, egészen 1998-ig, amikor ismét létrehozták Ilfov megyét.

## Lakossága
| Nemzetiségek | 2002 | 2002   |
| ------------ | ---- | ------ |
| Románok      | 5921 | 82,84% |
| Romák        | 1222 | 17,09% |
| Bolgárok     | 2    | 0,02%  |
| Magyarok     | 2    | 0,02%  |
| Összesen     | 7147 | 100,0% |